# Friedrich August Herbig
Friedrich August Herbig (* 28. Februar 1794 in Potsdam; † 13. September 1849 in Berlin) war ein deutscher Verlagsbuchhändler.

## Leben
Herbig wurde in der Buchhandlung Nauck in Berlin zum Buchhändler ausgebildet. 1820 kaufte er den Verlag F. Schade und gründete im folgenden Jahr den Verlag von Friedrich August Herbig. Herbig verlegte Bücher aus verschiedenen literarischen Bereichen, unter anderem das erste größere Reisehandbuch Deutschlands, das später sowohl ins Französische als auch ins Russische übersetzt wurde.
Herbig pflegte Kontakte zu namhaften Literaten, Dichtern und Künstlern wie den Brüdern Grimm, Achim und Bettina von Arnim, Schadow und Karl Begas.
Seine Grabstätte befindet sich auf dem Südwestkirchhof Stahnsdorf.